# Nethinius alluaudi
Nethinius alluaudi là một loài bọ cánh cứng trong họ Cerambycidae.